# Geoffrey Douglas Madge
Geoffrey Douglas Madge (Adelaide, 3 oktober 1941) is een Australisch pianist, pianopedagoog en componist.

## Loopbaan
Madge werd geboren in Adelaide en kreeg zijn eerste pianolessen op achtjarige leeftijd. Later won hij in 1963 de ABC Concerto and Vocal Competition. Na het winnen van deze wedstrijd vertrok hij in datzelfde jaar naar Europa om te studeren bij Geza Anda in Luzern en Eduardo del Pueyo in Brussel. Na concerten in Londen, Keulen, Boedapest en Amsterdam vestigde hij zich in Nederland. Hij werd benoemd tot hoofdvakdocent piano aan het Koninklijk Conservatorium in Den Haag.
Na aankomst in Europa werd hij al snel ontdekt door Iannis Xenakis. In 1975 nam Decca voor LP diens eerste pianoconcert Synaphai – connexities for piano and orchestra op met het New Philharmonia Orchestra onder leiding van Elgar Howarth en Madge als solist. Deze LP won een Edison.
In 1979 gaf hij de eerste complete uitvoering van Nikos Skalkottas' 32 Pianostukken.
Madge staat bekend om het uitvoeren van lange en zware werken. Hij was de eerste die Leopold Godowsky's Studies over Chopins Études opnam, ooit beschreven als "de meest onmogelijk moeilijke dingen die ooit voor de piano zijn geschreven". Hij heeft zes volledige uitvoeringen gegeven van Sorabji's Opus clavicembalisticum, een van de langste en moeilijkste werken die ooit voor de piano zijn geschreven. In 1982, 52 jaar nadat Sorabji het werk in première had gebracht, gaf Madge het werk zijn tweede openbare uitvoering. Twee van Madge's uitvoeringen van het werk zijn commercieel uitgebracht.
Madge onderzoekt en bestudeert al geruime tijd het werk en de speelstijl van pianist/componist Ferruccio Busoni. In 1988 bracht Philips zijn 6 cd's tellende bloemlezing uit van Busoni's solo pianowerken, deze productie was een internationaal succes en ontving talrijke prijzen, waaronder de Nederlandse Edison en de Belgische Caeciliaprijs.

## Composities
Madge heeft een aantal werken gecomponeerd, waaronder een strijkkwartet, liederen, pianosolo's, voor twee piano's en een ballet Monkeys in a cage (in première gegaan in het Sydney Opera House in 1977 door The Australian Ballet). Zijn pianoconcert ging in 1985 in première in Amsterdam.